# Natalia Murek
Natalia Murek (ur. 8 września 1999 w Częstochowie) – polska siatkarka, grająca na pozycji przyjmującej, reprezentantka kraju.
W 2016 oraz 2017 roku otrzymała powołanie do szerokiej kadry reprezentacji Polski seniorek. Jest córką siatkarza Dawida Murka, wieloletniego reprezentanta Polski.
W 2017 roku awansowała na Mistrzostwa Świata Juniorek

## Kariera klubowa
| Kariera juniorska         | Kariera juniorska              | Kariera juniorska | Kariera juniorska | Kariera juniorska | Kariera juniorska | Kariera juniorska | Kariera juniorska | Kariera juniorska | Kariera juniorska | Kariera juniorska |
| ------------------------- | ------------------------------ | ----------------- | ----------------- | ----------------- | ----------------- | ----------------- | ----------------- | ----------------- | ----------------- | ----------------- |
| Lata                      | Klub                           |                   |                   |                   |                   |                   |                   |                   |                   |                   |
|                           | UKS Stars Volley Częstochowa   |                   |                   |                   |                   |                   |                   |                   |                   |                   |
| –2014                     | SPS Politechnika Częstochowska |                   |                   |                   |                   |                   |                   |                   |                   |                   |
| 2014–2017                 | SMS PZPS Szczyrk               |                   |                   |                   |                   |                   |                   |                   |                   |                   |
| 2017                      | KS Pałac Bydgoszcz             |                   |                   |                   |                   |                   |                   |                   |                   |                   |
| Kariera seniorska         |                                |                   |                   |                   |                   |                   |                   |                   |                   |                   |
| Lata                      | Klub                           |                   |                   |                   |                   |                   |                   |                   |                   |                   |
| 2017–2021 (do 12.12.2021) | Impel Wrocław                  |                   |                   |                   |                   |                   |                   |                   |                   |                   |
| 2021–2024 (od 20.12.2021) | E.Leclerc Moya Radomka Radom   |                   |                   |                   |                   |                   |                   |                   |                   |                   |
| 2024–                     | Levallois Paris Saint Cloud    |                   |                   |                   |                   |                   |                   |                   |                   |                   |

## Sukcesy klubowe

### młodzieżowe
Ogólnopolska Olimpiada Młodzieży:
- 2015[10]

Mistrzostwa Polski Juniorek:
- 2017[11]

### seniorskie
Mistrzostwo Francji:
- 2025[12]

## Sukcesy reprezentacyjne
Mistrzostwa Europy Kadetek:
- 8. miejsce 2015[13]

Mistrzostwa Świata Juniorek:
- 6. miejsce 2017

## Nagrody indywidualne
- 2017: Najlepsza zagrywająca Mistrzostw Polski Juniorek[11]